# Africa Cup 2008-2009
L'Africa Cup 2008-09 fu la 9ª edizione della Coppa d'Africa di rugby a 15; contesa tra 12 squadre nazionali africane, si disputò nell'arco di due stagioni, tra il 14 giugno 2008 e il 28 novembre 2009.
Si compose di due fasi, la prima delle quali a gironi, che si tenne tra giugno e agosto 2008 e vide le 12 squadre ripartite in quattro gironi da tre squadre ciascuna, e la seconda a playoff con gare di andata e ritorno che vide impegnata la prima classificata di ciascun girone, che si disputò nel 2009.
Non mancarono, durante il torneo, anche tensioni politiche, perché la federazione del Senegal chiese alla confederazione africana di disputare la partita contro lo Zimbabwe, originariamente prevista a Bulawayo, in campo neutro, in quanto preoccupata per la sicurezza dei propri giocatori dopo i tumulti che avevano fatto seguito alle elezioni generali zimbabwesi; la gara fu dapprima posticipata a data da destinarsi successiva al 2 agosto 2008, alla fine della fase a gironi, e in seguito non fu più recuperata in quanto ininfluente ai fini della classifica del girone, vinto dalla Namibia.
La competizione funse anche da torneo di qualificazioni africane alla Coppa del Mondo di rugby 2011: alla squadra campione d'Africa, infatti, era garantita la qualificazione diretta al torneo mentre alla finalista sconfitta fu destinato il posto ai ripescaggi intercontinentali.
La doppia finale fu vinta dalla Namibia che a novembre 2009 batté la Tunisia all'andata a Tunisi per 18-13 e al ritorno a Windhoek per 22-10 e si assicurò la qualificazione alla Coppa del Mondo; la Tunisia fu destinata ai ripescaggi che si tennero sette mesi più tardi.

## Fase a gironi

### Girone A
| Data      | Incontro           | Risultato | Sede     |
| --------- | ------------------ | --------- | -------- |
| 14-6-2008 | Senegal ― Namibia  | 10–13     | Dakar    |
| 12-7-2008 | Zimbabwe ― Senegal | n/d       | Bulawayo |
| 3-8-2008  | Namibia ― Zimbabwe | 35–21     | Windhoek |

|  | Classifica | G | V | N | P | P+ | P- | diff. | B | PT |
|  | ---------- | - | - | - | - | -- | -- | ----- | - | -- |
|  | Namibia    | 2 | 2 | 0 | 0 | 48 | 31 | +17   | 1 | 9  |
|  | Senegal    | 1 | 0 | 0 | 1 | 10 | 13 | -3    | 0 | 1  |
|  | Zimbabwe   | 1 | 0 | 0 | 1 | 21 | 35 | -14   | 0 | 0  |

### Girone B
| Data      | Incontro                 | Risultato | Sede       |
| --------- | ------------------------ | --------- | ---------- |
| 14-6-2008 | Zambia ― Marocco         | 18–29     | Lusaka     |
| 12-7-2008 | Costa d'Avorio ― Zambia  | 32–9      | Abidjan    |
| 2-8-2008  | Marocco ― Costa d'Avorio | 9–21      | Casablanca |

|  | Classifica     | G | V | N | P | P+ | P- | diff. | B | PT |
|  | -------------- | - | - | - | - | -- | -- | ----- | - | -- |
|  | Costa d'Avorio | 2 | 2 | 0 | 0 | 53 | 18 | +35   | 1 | 9  |
|  | Marocco        | 2 | 1 | 0 | 1 | 38 | 39 | -1    | 1 | 5  |
|  | Zambia         | 2 | 0 | 0 | 2 | 27 | 61 | -34   | 0 | 0  |

### Girone C
| Data      | Incontro          | Risultato | Sede    |
| --------- | ----------------- | --------- | ------- |
| 14-6-2008 | Camerun ― Tunisia | 10–16     | Yaoundé |
| 12-7-2008 | Kenya ― Camerun   | 76–8      | Nairobi |
| 2-8-2008  | Tunisia ― Kenya   | 44–15     | Tunisi  |

|  | Classifica | G | V | N | P | P+ | P- | diff. | B | PT |
|  | ---------- | - | - | - | - | -- | -- | ----- | - | -- |
|  | Tunisia    | 2 | 2 | 0 | 0 | 60 | 25 | +35   | 1 | 9  |
|  | Kenya      | 2 | 1 | 0 | 1 | 91 | 52 | +39   | 1 | 5  |
|  | Camerun    | 2 | 0 | 0 | 2 | 18 | 92 | -74   | 1 | 1  |

### Girone D
| Data      | Incontro              | Risultato | Sede         |
| --------- | --------------------- | --------- | ------------ |
| 14-6-2008 | Botswana ― Uganda     | 10–27     | Gaborone     |
| 12-7-2008 | Madagascar ― Botswana | 45–15     | Antananarivo |
| 2-8-2008  | Uganda ― Madagascar   | 32–22     | Kampala      |

|  | Classifica | G | V | N | P | P+ | P- | diff. | B | PT |
|  | ---------- | - | - | - | - | -- | -- | ----- | - | -- |
|  | Uganda     | 2 | 2 | 0 | 0 | 59 | 32 | +27   | 2 | 10 |
|  | Madagascar | 2 | 1 | 0 | 1 | 67 | 47 | +20   | 1 | 5  |
|  | Botswana   | 2 | 0 | 0 | 2 | 25 | 72 | -47   | 0 | 0  |

## Fase a playoff
|  | Semifinali     | Semifinali     | Semifinali | Semifinali | Semifinali |  |  | Finale  | Finale  | Finale | Finale | Finale |  |
|  |                |                |            |            |            |  |  |         |         |        |        |        |  |
|  | Uganda         | Uganda         | 17         | 13         | 30         |  |  |         |         |        |        |        |  |
|  | Tunisia        | Tunisia        | 41         | 38         | 79         |  |  | Tunisia | Tunisia | 13     | 10     | 23     |  |
|  | Costa d'Avorio | Costa d'Avorio | 13         | 14         | 27         |  |  | Namibia | Namibia | 18     | 22     | 40     |  |
|  | Namibia        | Namibia        | 13         | 54         | 67         |  |  |         |         |        |        |        |  |

### Semifinali
| Kampala 13 giugno 2009 | Uganda | 17 – 41 referto                                  | Tunisia | Kampala RC |
| Oluoch 15’ Musoke 63’ mt 8’ Gmir 29’ Kherfani 58’ Mezgar 80’ Ben Charrada Kimuli 15’ Kinene 63’ tr 8’, 29’, 58’ Ben Msallem Kimuli 25’ c.p. 7’, 11’, 70’ Ben Msallem drop 37’, 38’ Ben Msallem |        |                                                  |         |            |
| |        |                                                  |         |            |
| Oluoch 15’ Musoke 63’ | mt     | 8’ Gmir 29’ Kherfani 58’ Mezgar 80’ Ben Charrada |         |            |
| Kimuli 15’ Kinene 63’ | tr     | 8’, 29’, 58’ Ben Msallem                         |         |            |
| Kimuli 25’ | c.p.   | 7’, 11’, 70’ Ben Msallem                         |         |            |
| | drop   | 37’, 38’ Ben Msallem                             |         |            |

| Abidjan 14 giugno 2009                                                                    | Costa d'Avorio | 13 – 13 referto  | Namibia | Stadio Robert Champroux |
| Meite 63’ mt 48’ van Zyl Ouloma 64’ tr 48’ C. Botha Ouloma 32’, 35’ c.p. 4’, 26’ C. Botha |                |                  |         |                         |
|                                                                                           |                |                  |         |                         |
| Meite 63’                                                                                 | mt             | 48’ van Zyl      |         |                         |
| Ouloma 64’                                                                                | tr             | 48’ C. Botha     |         |                         |
| Ouloma 32’, 35’                                                                           | c.p.           | 4’, 26’ C. Botha |         |                         |

| Tunisi 27 giugno 2009 | Tunisia | 38 – 13 referto        | Uganda | Stadio El Menzah |
| Mezgar 5’ Gmir 17’, 75’ Ben Msallem 25’ Aissa 67’ mt 45’ Adigasi 68’ Butime Ben Msallem 17’, 25’ tr Ben Msallem 10’ Kherfani 13’ c.p. Ben Msallem 60’ drop 3’ Lubanga |         |                        |        |                  |
| |         |                        |        |                  |
| Mezgar 5’ Gmir 17’, 75’ Ben Msallem 25’ Aissa 67’ | mt      | 45’ Adigasi 68’ Butime |        |                  |
| Ben Msallem 17’, 25’ | tr      |                        |        |                  |
| Ben Msallem 10’ Kherfani 13’ | c.p.    |                        |        |                  |
| Ben Msallem 60’ | drop    | 3’ Lubanga             |        |                  |

| Windhoek 27 giugno 2009 | Namibia | 54 – 14 referto     | Costa d'Avorio | Stadio Hage Geingob |
| C. Botha 32’, 70’ du Plessis 46’ Jantjies 51’ van Wyk 54’ van Zyl 63’ Burger 80’ mt 65’ Diomande C. Botha 32’, 46’, 51’, 63’, 80’ tr C. Botha 2’, 8’, 30’ c.p. 5’, 15’, 40’ Ouloma |         |                     |                |                     |
| |         |                     |                |                     |
| C. Botha 32’, 70’ du Plessis 46’ Jantjies 51’ van Wyk 54’ van Zyl 63’ Burger 80’                                                                                                   | mt      | 65’ Diomande        |                |                     |
| C. Botha 32’, 46’, 51’, 63’, 80’ | tr      |                     |                |                     |
| C. Botha 2’, 8’, 30’ | c.p.    | 5’, 15’, 40’ Ouloma |                |                     |

### Finale
| Arbitro: | Mark Lawrence |

|                     |      |                           |
| Kherfani 73’        | mt   | 3’ C. Botha 65’ Philander |
| Ben Msallem 73’     | tr   | 3’ C. Botha               |
| Ben Msallem 9’, 23’ | c.p. | 39’, 77’ Wessels          |

| Arbitro: | Marius Jonker |

|                                |      |                 |
| du Plessis 61’                 | mt   | 34’ Kherfani    |
| Wessels 61’                    | tr   | 34’ Ben Msallem |
| Wessels 5’, 29’, 40’, 55’, 80’ | c.p. |                 |
|                                | drop | 14’ Ben Msallem |